# Aglais impuncta
Aglais impuncta är en fjärilsart som beskrevs av Barend J. Lempke 1931. Aglais impuncta ingår i släktet Aglais och familjen praktfjärilar. Inga underarter finns listade i Catalogue of Life.